# Conomorium pelor
Conomorium pelor är en stekelart som beskrevs av Boucek 1993. Conomorium pelor ingår i släktet Conomorium och familjen puppglanssteklar. Inga underarter finns listade i Catalogue of Life.